# 要あい
要 あい（かなめ あい、1997年〈平成9年〉8月27日 - ）は、日本のグラビアアイドル、レースクイーン、タレント。東京都出身。

## 略歴
2018年、ガールズ・ロックユニット『神使轟く、激情の如く。』に“妖精かなめ”（フェアリーかなめ）の芸名で加入。同9月27日に恵比寿LIQUIDROOMで開催されたワンマンライブ『神激アポカリプス』で初お披露目された。
2019年、SPA!新年号でグラビアデビューする。同11月15日にはSPA!編集による自身初のデジタル写真集が発売される等順調だったが、コロナ禍になった2020年7月31日に神激からの卒業を発表。自身の23歳の誕生日となる同年8月27日に渋谷WOMBで行われたワンマンライブをもって神激メンバーとしての活動を終えたが、同日に配信リリースされた「青瞬螢詠」（せいしゅんほたるうた）はかなめの為に歌詞が一部変更される等の対応に追われた。
卒業後は現在の“要 あい”に活動名義を改め、2022年3月21日に後楽園ホールで行われた『プロフェッショナル修斗公式戦 Vol.2』でラウンドガールを担当。翌2023年、SUPER GT『GAINER Valkyries』として11号車・GAINER TANAXのレースクイーン（相方：Ai）を務めた。
2023年4月21日、竹書房から自身初のイメージDVD『I need love』をリリースし、以後4作のイメージDVDを発表（2024年5月現在）。同月27日、『龍が如く7外伝』生キャバ嬢オーディションに合格した。
2024年、VTuber「kson」と共にユニット『あいそん』を組み、クリエイティアにて公式ファンクラブ「あいそんるーむ」を開設。同年6月23日、キックボクシング『KNOCK OUT』のラウンドガールに当たる「KNOCK OUTガールズ」の追加メンバーに選ばれた。

## 人物
- 趣味はゲーミングPCのカスタム、ゲーム[9]。特技はデジタルイラストや風景画書き[2]。

## 作品

### イメージビデオ
- I need love（2023年4月21日、竹書房）[9][15]
- Point I（2023年7月28日、エスデジタル）[16][17]
- アイキャッチ（2023年11月29日、スパイスビジュアル）[18][19]
- 白桃temptation（2024年3月20日、ラインコミュニケーションズ）[20][10]

### デジタル写真集
- 妖精かなめ（2019年11月15日、扶桑社［SPA!デジタル写真集］、撮影：佐藤裕之）[4]
- 地味子な彼女が…（2023年5月11日、集英社［YJ PHOTO BOOK］、撮影：西村康）[21]
- Lotta Love（2023年6月23日、プレステージ出版、撮影：comeme.）[22]
- 白い肌（2023年7月7日、竹書房［Bamboo e-Book］）
- 肉感的に、挑発して（2024年1月15日、集英社［週プレ PHOTO BOOK］、撮影：西條彰仁）[23]
- アイキャッチ（2024年4月15日、スパイスビジュアル）
- 2番めでも、いいから。（2024年8月20日、光文社［FLASHデジタル写真集］、撮影：幸田昌之）[24]
- エッセンシャルラブ vol.1･2･3（2024年9月13日、講談社［FRIDAYデジタル写真集］、撮影：小池大介）[25][26][27]
- ai MODE 秘密ください（2024年9月26日、ドラゴンフライブック）
- ハメられた未亡人はPTAを許さない（2024年9月29日、白泉社［ハレム］、撮影：西條彰仁）[28]

## 出演

### ゲーム
- 龍が如く7外伝 名を消した男（2023年11月9日、セガ） - キャバ嬢 役[11]

### イベント
- 東京ゲームショウ2022「SEGA ATLASブース」（2022年9月15日 - 18日、幕張メッセ）- 「龍が如く 維新!極」のコスプレモデル[29]

### ラウンドガール
| 年     | 大会名                 | ユニット名            | 他メンバー                                                                                |
| ------ | ---------------------- | --------------------- | ----------------------------------------------------------------------------------------- |
| 2022年 | プロフェッショナル修斗 | 修斗ラウンドガールズ  | 水神きき、TAMAKI、KANA                                                                    |
| 2024年 | KNOCK OUT              | KNOCK OUTガールズ2024 | 来栖うさこ、チュアン梨砂子、徳勢菜那、弓川いち華 米倉みゆ、そちお、おさかな伯爵、茜紬うた |